# Йохангеоргенштадт
Йохангеоргенштадт (нем. Johanngeorgenstadt) — город в Германии, в земле Саксония. Подчинён административному округу Хемниц. Входит в состав района Рудные Горы (район Германии). Население составляет 4681 человек (на 31 декабря 2010 года). Занимает площадь 29,59 км². Официальный код — 14 1 91 180.
Город подразделяется на 12 городских районов.

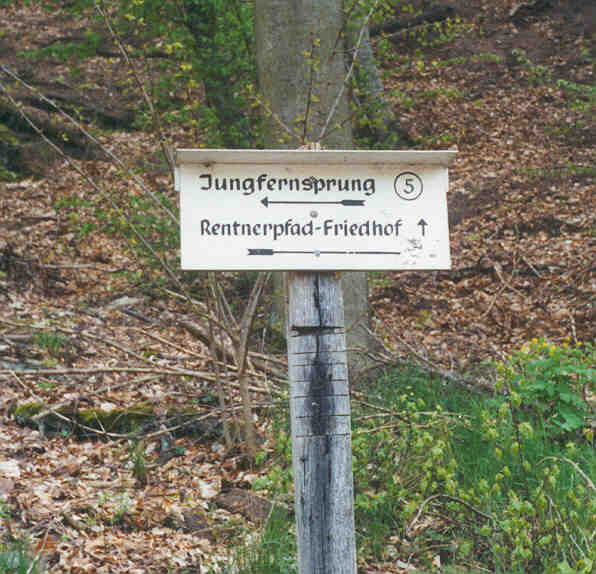
Йохангеоргенштадт